# Azatioprina
L'azatioprina (AZA), és un profàrmac, emparentat amb la mercaptopurina. Totes dues s'acostumen a denominar conjuntament tiopurines, i s'usen com agents immunosupressors, en l'actualitat preferentment en el tractament de malalties en què el sistema immunitari està activat de manera equivocada, i per tant, cal modular-ho. Alguns exemples són l'artritis reumatoide, la malaltia de Crohn, la colitis ulcerosa, l'hepatitis autoimmunitària l'esclerosi múltiple i d'altres malalties. En anys anteriors, va ser un medicament bàsic en els trasplantaments d'òrgans, associada a esteroides o d'altres agents. Ara com ara, se n'utilitza menys en aquesta indicació, però encara és important. Va ser la primera medicació que es va mostrar efectiva en l'augment de la supervivència en els trasplantaments de ronyó, cor i fetge. S'administra per via oral o per injecció intravenosa.
És un dels fàrmacs inclosos en la llista de medicaments essencials de l'Organització Mundial de la Salut.

## Història
George Herbert Hitchings i Gertrude Elion van sintetitzar l'azatioprina per primer cop el 1957 (anomenada BW 57-322), amb l'inteció de produir mercaptopurina (6-MP) una forma metabòlicament activa però emmascarada, i inicialmente emprada en quimioteràpia.
Robert Schwartz va investigar l'efecte de la 6-MP sobre la resposta immune el 1958 i va descobrir que suprimia fortament la formació d'anticossos quan s'administra a conills conjuntament amb antígens. Seguint el treball realitzat per Peter Medawar i Gertrude Elion en la descoberta de la base immunològica del rebuig de teixits i òrgans trasplantats, i les investigacions de Schwartz, sobre la 6-MP, Roy Calne, el pioner britànic en el trasplantament, va introduir la 6-MP com un immunosupressor experimental per als trasplans de ronyó i de cor. Quan Calne li va demanar a Elion que investiguessis els composts relacionats, va suggerir l'azatioprina, que posteriorment va resultar ésser superior en eficàcia i menys tòxica per a la medul·la òssia- per Calne. El 5 d'abril de 1962, amb tractaments que consistien en azatioprina i prednisona, el trasplantament de ronyons a receptors no relacionats va tenir èxit per primera vegada.
Durant molts anys, aquest tipus de teràpia dual amb azatioprina i glucocorticoides va ser el tractament antirebuig estàndard, fins que la ciclosporina es va introduir en la pràctica clínica -per Calne també- el 1978. La ciclosporina ha substituït algunes de les utilitzacions de l'azatioprina a causa d'un major temps de supervivència, sobretot en els trasplantaments relacionats amb el cor. D'altra banda, malgrat ser considerablement més car, el micofenolat de mofetil és cada vegada més utilitzat en lloc de l'azatioprina en el trasplantament d'òrgans, ja que s'associa amb menys supressió de la medul·la òssia, un menor nombre d'infeccions oportunistes, i també una més petita incidència de rebuig agut.

## Química
L'azatioprina és una tiopurina unida a un segon heterocicle -un derivat d'imidazole- a través d'un tioèter. És sòlid de color groc pàl·lid, amb un gust lleugerament amarg i un punt de fusió a 238-245 º C. És pràcticament insoluble en aigua i solament lleugerament soluble en dissolvents lipòfils com ara cloroform, etanol i èter dietílic. Es dissol en solucions aquoses alcalines, on s'hidrolitza a 6mercaptopurina.
L'azatioprina es va sintetitzar a partir de 5-clor-1-metil-4-nitro-1H-imidazole i 6-mercaptopurina en dimetilsulfòxid (DMSO). [69] La síntesi del primer comença amb una amida de metilamina i oxalat de dietil, que després se ciclitza i se cloritza amb pentaclorur de fòsfor; el grup nitro s'introdueix amb àcid nítric i sulfúric.